# ولتون، نورث‌همپتون‌شر
ولتون (به انگلیسی: Welton) یک روستا و محله مدنی در بریتانیا است که در Daventry واقع شده‌است. ولتون ۶۰۸ نفر جمعیت دارد.